# Època fotònica
L'època fotònica és un període posterior al big-bang caracteritzat pel domini del fotó, que va esdevenir-se uns deu segons després de l'explosió primordial. Comprèn l'inici del període de la nucleosíntesi primordial i va durar fins a uns 380.000 anys des del big-bang, on la caiguda en la temperatura del cosmos va permetre la combinació de nuclis i electrons. Amb l'expansió, l'univers es va fer menys dens i va augmentar la radiació, permetent el domini de la matèria fins aleshores destruïda ràpidament. L'univers es va tornar transparent i va iniciar-se la fase de formació d'estructures.